# أندرو مارش
أندرو مارش (1 نوفمبر 1952 - )  (بالإنجليزية: Andrew Marsh)‏ هو لاعب كريكت بريطاني.